# Fericianură de potasiu
Fericianura de potasiu este un compus chimic cu formula K3[Fe(CN)6].